# Tempo scaduto (Eric Ambler)
Tempo scaduto (in inglese, The Care of Time) è l'ultimo romanzo dell'autore britannico Eric Ambler, edito nel 1981. 
In italiano è stato tradotto per la prima volta da Andrea Terzi nel 1985.

## Trama
Robert Halliday è un ghostwriter che redige o adatta autobiografie per conto di personaggi noti e potenti, spesso rimanendo nell'ombra. Halliday viene costretto da Karlis Zander a contribuire alla redazione delle memorie del celebre anarchico nichilista russo del XIX secolo, Sergej Nečaev, sotto la minaccia che Zander altrimenti farà esplodere una bomba. Ben presto Halliday scopre che questa attività è una copertura per un'operazione più complessa: Zander rappresenta uno sceicco del Golfo Persico, detto "il Principe", che offre alla NATO una potenziale base militare in cambio di asilo, essendo stato preso di mira da un'organizzazione terroristica mediorientale. Halliday è ormai coinvolto in una complessa trama di spionaggio internazionale che lo porta nel ruolo in quello di intermediario tra la CIA e la NATO. Halliday utilizza il pretesto di condurre un'intervista televisiva con lo sceicco nel suo laboratorio segreto situato in una miniera abbandonata nelle Alpi austriache per portarlo a rivelare la sua brama di attentati in Occidente con armi chimiche come il gas nervino. Dopo una fuga rocambolesca, Halliday riesce a rientrare negli Stati Uniti.

## Edizioni
- Eric Ambler, Mancanza di tempo, traduzione di Andrea Terzi, Milano, Rizzoli, 1985.
- Eric Ambler, Tempo scaduto, Milano, Collana gli Adelphi n.251, Milano, 2004, ISBN 978-88-459-1878-0.

## Adattamenti
Il romanzo è stato adattato per la televisione nel 1990, con la regia di John Davies e con Michael Brandon nel ruolo di Robert Halliday e Christopher Lee in quello di Karlis Zander.
| Controllo di autorità | VIAF (EN) 308026085 |